# Dasythorax polianus
Dasythorax polianus là một loài bướm đêm trong họ Noctuidae.